# Казино Ричи (Болоња)
Казино Ричи (итал. Casino Ricci) је насеље у Италији у округу Болоња, региону Емилија-Ромања.
Према процени из 2011. у насељу је живело 14 становника. Насеље се налази на надморској висини од 35 м.